# مؤشر الأس الهيدروجيني

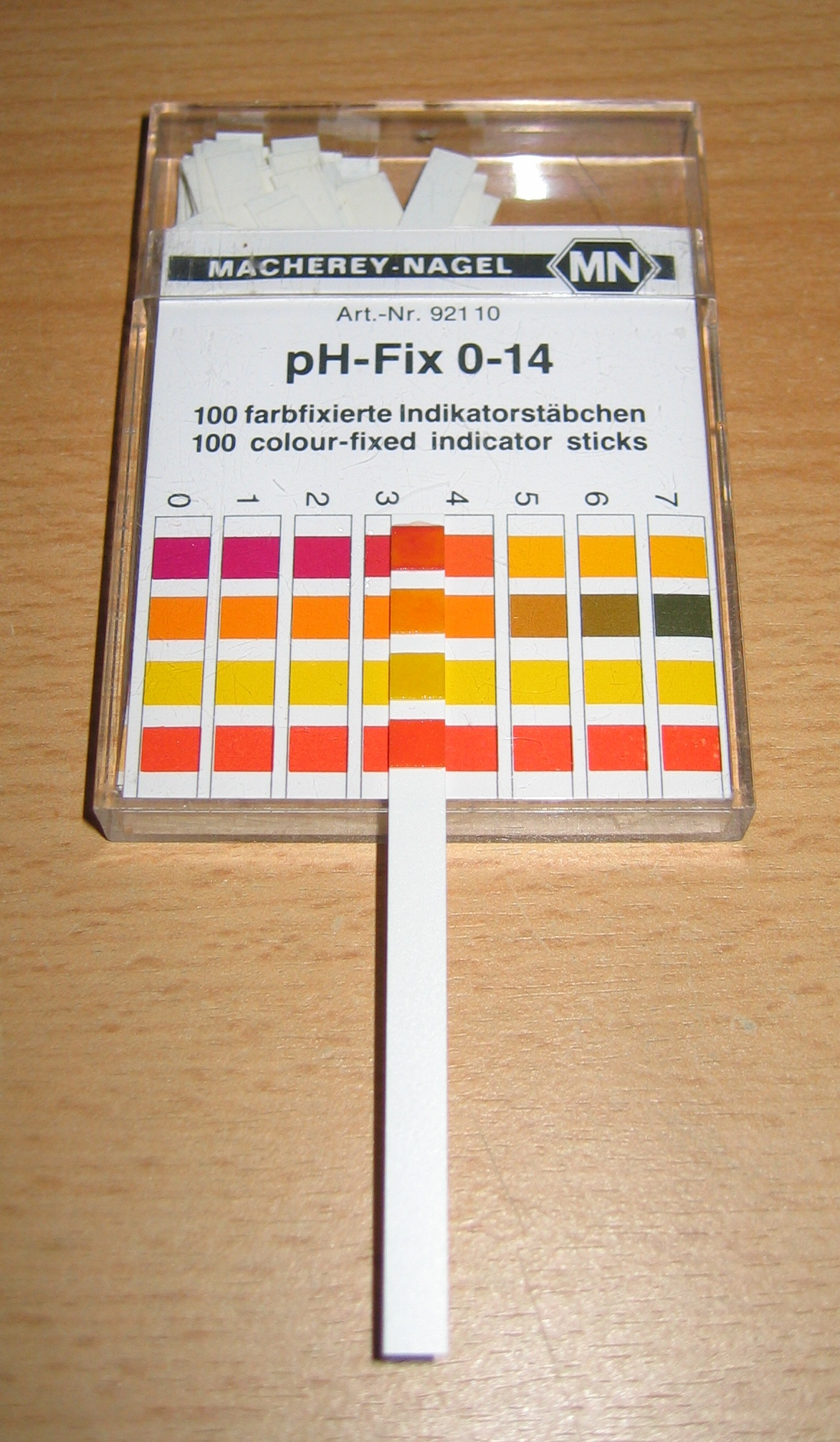

مؤشر الأس الهيدروجيني أو المُشْعِر (بالإنجليزية: pH indicator)‏ هي مادة كيميائية تمتلك خاصية التلون الحمضي مما يمكن التعرف على الرقم الهيدروجيني بسهولة لمحلول ما عند إضافتها إليه، سواء أكان حامضي أو قاعدي. وبمعنى آخر فإن مؤشر الرقم الهيدروجيني هو كاشف كيميائي عن أيونات الهيدروجين. وعادة ما يؤدي إضافة هذه المادة إلى تغيير لون المحلول تبعا لرقمه الهيدروجيني.
تتكون مؤشرات الرقم الهيدروجيني عادة من أحماض أو قواعد ضعيفة والتي ترتبط عند إضافتها إلى المحلول بأيونات الهيدروجين أو أيونات الهيدروكسيد. وينتج تغير اللون من التشكيلات المختلفة التي يمكن أن يرتبط بها المؤشر بهذه الأيونات.
نظرا لأن نتيجة فحص المحاليل باستخدام هذا المؤشر تعتمد على تحديد اللون الناتج عن الإضافة فإن النتيجة لا تكون ذات دقة عالية. ويلجأ عن الحاجة إلى دقة أكبر في معرفة الرقم الهيدروجيني إلى مقاييس الحموضة.
تسخدم مؤشرات الرقم الهيدروجيني عادة في عمليات المعايرة الكيميائية في تجارب الكيمياء التحليلية والعلوم الحياتية لمعرفة مدى تقدم التفاعل الكيميائي.
يبين الجدول التالي عدد من مؤشرات الرقم الهيدروجيني المستخدمة في المخابر. عند الكشف عن محاليل ذات رقم هيدروجيني متوسط بين مدخليين من مدخلات الجدول فإن اللون الناتج يكون متوسطا بين اللونين. فعلى سبيل المثال، عند الكشف باستخدام الفينول الأحمر على محلول ذي رقم هيدروجيني بين 6.6 و 8.0 يكون اللون الناتج برتقاليا. وكذلك فإن التغيير في اللون قد يعتمد على عوامل خارجية عدا عن الرقم الهيدروجيني كتركيز المؤشر في المحلول ودرجة الحرارة التي يستعمل عندها.
| المـؤشــر                                 | اللون عند رقم هيدروجيني منخفض | مدى التحول (تقرييبي) | اللون عند رقم هيدروجيني عــالي |
| ----------------------------------------- | ----------------------------- | -------------------- | ------------------------------ |
| ميثيل بنفسجي                              | أصفر                          | 1.6 — 0.0            | أزرق-بنفسجي                    |
| أخضر المالكيت                             | أصفر                          | 1.8 — 0.2            | أزرق-أخضر                      |
| أزرق الثايمول (حمض - تحول أول)            | أحمر                          | 2.8 — 1.2            | أصفر                           |
| أصفر الميثيل (في الإيثانول)               | أحمر                          | 4.0 — 2.9            | أصفر                           |
| أزرق البروموفينول                         | أصفر                          | 4.6 — 3.0            | بنفسجي                         |
| أحمر الكونغو                              | أزرق                          | 5.2 — 3.0            | أحمر                           |
| برتقالي الميثيل                           | أحمر                          | 4.4 — 3.1            | أصفر                           |
| برتقالي الميثيل في محلول زايلين الكايانول | أرجواني                       | 4.2 — 3.2            | أخضر                           |
| أخضر البروموكريسول                        | أصفر                          | 5.4 — 3.8            | أزرق                           |
| أحمر الميثيل                              | أحمر                          | 6.3 — 4.2            | أصفر                           |
| ورق عباد الشمس (أزولتمين)                 | أحمر                          | 8.3 — 4.5            | أزرق                           |
| بنفسجي البروموكريسول                      | أصفر                          | 6.8 — 5.2            | بنفسجي                         |
| أزرق البروموثايمول                        | أصفر                          | 7.6 — 6.0            | أزرق                           |
| أحمر الفينول                              | أصفر                          | 8.0 — 6.6            | أحمر                           |
| الأحمر المتعادل                           | أحمر                          | 8.0 — 6.8            | أصفر                           |
| أزرق الثايمول (قاعدة - تحول ثاني)         | أصفر                          | 9.6 — 8.0            | أزرق                           |
| فينولفثالين                               | عديم اللون                    | 10.0 — 8.2           | زهري                           |
| ثايمولفثالين                              | عديم اللون                    | 10.6 — 9.4           | أزرق                           |
| أصفر الأليزارين أر                        | أصفر                          | 12.0 — 10.1          | برتقالي-أحمر                   |
| نيلة قرمزية                               | أزرق                          | 13.0 — 11.4          | أصفر                           |

- المؤشر العام وورق الهيدورن هي عبارة عن خليط من مؤشرات مخلتفة تنتج تحولا تدريجيا على مدى واسع من الأرقام الهيدروجينية.
- الأضباغ الزهرية أو الأنثوسيانين هي نوع من المركبات توجد في العديد من النباتات تبدو بلون أحمر في المحاليل الحامضية وأزرق في القاعدية. وتعتبر عملية استخلاص الأصباغ الزهرية من أوراق الملفوف لعمل مؤشر تقريبي لدرجة الحموضة من التجارب الشائعة في الكيمياء.

ومن مؤشرات الرقم الهيدروجيني الطبيعية: الشمندر والعنب البري والجزر والكرز ومسحوق الكري وبتلات نبات الدانج وبتلات الغرنوق والعنب وأوراق الكستناء وبهجة الصباح (نبات) والبصل وبتلات زهرة الثالوث وبتلات زهرة البتونيا والشاي والزعتر والفراولة وغيرها.

## اقرأ أيضًا
- أس هيدروجيني
- محلول منظم
- تفاعل حمض-قلوي
- سورين سورينسن
- سيانيدين
- مؤشر (كيمياء)